# Двойнино
Двойнино — упразднённая деревня в Александровском районе Владимирской области России.

## География
Урочище находится в северо-западной части области, в зоне хвойно-широколиственных лесов, к западу от реки Сабли, на расстоянии примерно 22 километров (по прямой) к северо-западу от города Александрова, административного центра района.

### Климат
Климат характеризуется как умеренно континентальный, с умеренно тёплым летом, холодной зимой, короткой весной и облачной, часто дождливой осенью. Среднегодовая температура воздуха — +3,4 °C. Годовое количество атмосферных осадков — 549 миллиметров, из которых большая часть выпадает в тёплый период.

## История
В «Списке населенных мест Владимирской губернии по сведениям 1859 года» населённый пункт упомянут как деревня Александровского уезда, расположенная при пруде, в 30 верстах от уездного города. В деревне насчитывалось 7 дворов и проживало 59 человек (23 мужчины и 36 женщин).
По состоянию на 1905 год, в Двойнине имелось 8 дворов и проживало 62 человека. В административном отношении деревня входила в состав Тирибревской волости.
В советское время входила в состав Обашевского сельсовета Александровского района. Упразднена решением облисполкома № 773 от 26 июня 1974 года как фактически не существующая.